# Mühle (Familienname)
Mühle oder Muehle ist ein deutscher Familienname.

## Herkunft und Bedeutung
Mühle ist in seiner Hauptbedeutung ein Wohnstättenname der auf das mittelhochdeutsche mül oder müle (deutsch: Mühle) zurückgeht; er bezeichnete also Personen, die in oder bei einer Mühle wohnten. In Einzelfällen kann es auch ein Berufsname sein für jemanden, der in einer Mühle arbeitete oder ein Herkunftsname für jemanden, der aus einer Siedlung namens Mühle (mehrfach im deutschsprachigen Raum) kam.

## Namensträger
- Arnold Mühle (1906–1993), deutscher politischer Funktionär, SA-Führer
- Árpád Mühle (1870–1930), Landschaftsarchitekt, Rosenzüchter, Kommerzienrat und Fachautor
- Bernd Mühle (* 1954), deutscher Leichtathlet
- Corinna Mühle (* 1980), deutsche Schauspielerin
- Eduard Mühle (* 1957), deutscher Historiker
- Fritz Mühle (* 1917), deutscher Leichtathlet
- Hans Mühle (1897–1973), deutscher lutherischer Geistlicher und Autor
- Hans-Jürgen Mühle (* 1941), deutscher Unternehmer
- Heinz Mühle (* 1920), deutscher Fußballspieler
- Helmut Muehle (1902–1991), deutscher Maler und Grafiker
- Jörg Mühle (* 1973), deutscher Illustrator und Kinderbuchautor
- Josef Mühle (1890–1950), Maler und Schriftsteller
- Karl Ramseger-Mühle (1900–1961), deutscher Dichter
- Martin Muehle (* 1969), deutsch-brasilianischer Opern- und Konzertsänger (Tenor)
- Siegfried Mühle (* 1937), deutscher Militärwissenschaftler
- Stefanie Mühle (1960–2011), deutsche Schauspielerin
- Wilhelm Mühle (1845–1908), Landschaftsarchitekt und Rosenzüchter
- Wilhelm von der Mühle; Pseudonym von Sophie Kloerss (1866–1927), deutsche Schriftstellerin